# Cromatografía en papel

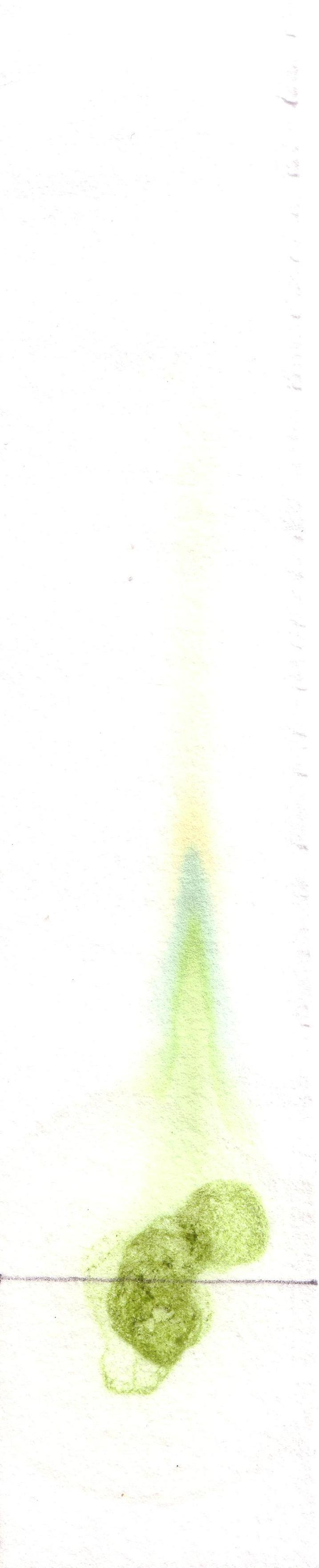
Ejemplo de cromatografía en papel de clorofila (obtenida de hojas de espinaca) con un solvente orgánico

La cromatografía en papel es un proceso muy utilizado en los laboratorios para realizar análisis cualitativos, ya que, pese a no ser una técnica muy potente, no requiere de ningún tipo de equipamiento.
La fase estacionaria está constituida simplemente por una tira de papel filtro. La muestra se deposita en un extremo colocando pequeñas gotas de la solución y evaporando el disolvente. Luego el disolvente empleado como fase móvil se hace ascender por capilaridad. Luego se coloca la tira de papel verticalmente y con la muestra de abajo dentro de un recipiente que contiene fase móvil en el fondo.
Después de unos minutos cuando el disolvente deja de ascender o ha llegado al extremo se retira el papel y se deja secar. Si el disolvente elegido fue adecuado y las sustancias tienen color propio se verán las manchas de distinto color separadas. Cuando los componentes no tienen color propio el papel se somete a procesos de revelado.
Hay varios factores de los cuales depende una cromolitografía eficaz: la elección del disolvente y la del papel de filtro.
Un ejemplo podría ser que utilices un pedazo de papel y le hagas puntos de colores con plumones permanentes y le pongas un lápiz del lado donde no están los puntos de colores (esto te servirá como soporte), después en un vaso pon alcohol y coloca la tira de papel con el lápiz horizontalmente en la parte de arriba para que el papel no caiga y tienes que esperar para que el alcohol haga efecto en el papel, lo que sucederá es que a los puntos de colores se les harán unas pequeñas líneas hacia arriba.

## Historia
El descubrimiento de la cromatografía en papel en 1850 Friedrich Ferdinand Rungepor.  y el también bioquímico inglés Richard Laurence Millington Synge (1914-1994) proporcionó, por primera vez, los medios de explorar los constituyentes de plantas y para su separación e identificación. Hubo una explosión de actividad en este campo a partir de 1945.